# Fešta od črešanj
Fešta od črešanj je hrvatska gastronomsko turistička manifestacija na području crikveničke rivijere: Crikvenica, Dramalj, Jadranovo, Selce. Glavna odrednica manifestacije su trešnje. Manifestacija se održava od 2011. godine. Održava se početkom lipnja, u vrijeme berbe trešanja. Program manifestacije su zabavni program u kojem su nastupi dječjih zborova, mažoretkinja iz KUD Vatroslav Lisinski, prodajne izložbe trešanja, kolača, slastica i autohtonih suvenira, pripremanje brojnih jela i pića čiji su sastojak trešnje.